# Балка Круглик
Балка Круглик — балка (річка) в Україні у Шахтарському районі Донецької області. Права притока річки Міусу (басейн Азовського моря).

## Опис
Довжина балки приблизно 4,59 км, найкоротша відстань між витоком і гирлом — 4,23  км, коефіцієнт звивистості річки — 1,09 . Формується декількома балками.

## Розташування
Бере початок на південно-східній стороні від села Рідкодуб. Тече переважно на південний схід через село Круглик і на північно-східній стороні від села Веселе впадає у річку Міус.

## Цікаві факти
- Від витоку балки на північній стороні на відстані приблизно 3,01 км пролягає автошлях М03[3] (автомобільний шлях міжнародного значення на території України, Київ — Харків — кпп Довжанський (державний кордон з Росією).).
- У XX столітті на балці існували газгольдер та склад хімічного добрива[2].